# Рожок I
Рожок I — багатошарове середньо-давньокам'яне (мустьє) поселення на узбережжі Таганрозької затоки, за 3 км на захід від гирла Міуського лиману Азовського моря, поблизу хутора Рожок Неклинівського району Ростовської області.
Відкрито у 1961 році Н. Д. Прасловим.
Стоянка розташована на долішній ділянці давньоевксинської тераси висотою близько 5-6 м. Найнижчі знахідки культурних залишків підносяться над пляжем на один метр. Культурні шари залягають у низах делювіальних лісовидних суглинків з кількома прошарками гумусованих суглинків. Вже після утворення відкладення були розчленовані ярами й балками.
Поселення Рожок містить шість мустьєрських шарів, багато в чому нагадують такі в Сухій Мечетці. Культурні шари товщиною від 10 до 20 см утворюють витримані прошарки з нечисленними крем'яними сколами, знаряддями, вогнищами, зольними прошарками та кістками тварин. Колекція крем'яних предметів невелика й однорідна. Знаряддя невеликих розмірів (2-4 см). Переважають прямолезові скребла. Виділено декілька специфічних типів знарядь: верхньо-давньокам'яного типу скребки й проколки шилоподібної форми, опуклі скребла, мініатюрні гостроконечники. На думку М. Д. Праслова усі шари належать до однієї культури зі своєрідною технікою розколювання.
Серед нуклеусів переважають примітивні ядра. Прото-призматичні відколи нечисленні, характерні для леваллуа відсутні. Пластини рідкісні. Рівень оновлення ударних місць середній (індекс підправки менше ніж 45 %). Двосторонні й зубчасто-виїмчасті форми поодинокі. Гостроконечники становлять до 20 % знарядь.
У IV шарі було виявлено корінний зуб палеоантропа, в морфології якого, поряд з архаїчними особливостями, виділені й сапієнтні риси. Це перегукується із знахідкою кісток людини сучасного типу в мустьєрській печері Старосілля у Криму та у мустьєрському шарі Ахштирської печери на Кавказі.
Основним об'єктом полювання був зубр. Крім зубра кісткові рештки тварин належать також бику, гігантському оленю, коню, ослу, вовку. Попри відсутність типових для неї тварин, вважається, що це хозарська фауна. Переважає пилок трав'янистих рослин, але є також пилок сосни, смереки, граба, дуба, в'яза, берези та вільхи. Палеоботанічні дані свідчать про теплі й дуже вологі кліматичні умови часів існування стоянки (микулинський інтергляціал).
Визначення геологічного віку поселення розходяться. Праслов датує культурні шари одинцовським інтерглаціалом. М. Н. Грищенко — часом відступання дніпровського льодовика. А. А. Величко вважає, що тутешня мустьєрська культура не стародавніше микулинського міжльодовиков'я і продовжувала існувати і в першій половині валдайського зледеніння.